# 道家
道家是中国诸子百家中思想学派之一，也是九流十家之一，在春秋战国时期以老子、列子、庄子为代表。
西汉帝國被建立之後，漢高祖、漢惠帝、呂后等領導人，張良、蕭何、曹參、陳平等大臣，都曾經以與道家有關但不盡相同的黃老道思想治国，減少傜役、賦稅，使人民得以从大秦帝國所施行的苛政所造成的後果中休养生息，汉文帝、汉景帝奉行古道教所提倡的黃老治術達到極致，史称文景之治，史籍記載説：「京師之錢累巨萬，貫朽而不可校。太倉之粟陳陳相因，充溢露積於外，至腐敗不可食。」當時國家富裕，百姓安樂。
其后，儒家学者董仲舒向汉武帝提倡「独尊儒术」的政策，被后世帝王采纳。道家成为非主流思想，後來魏晉南北朝時西域引入佛教，不少唐主信奉佛教，把儒教教義、道教教義及佛教教義合併為「儒釋道」，道家的地位進一步降低，宋朝以後程朱理學、陸王心學更興起，舊道家思想被混入理學，獨立的舊道家思想基本上不復存在。
道家思想虽并未被官方采纳，但仍在中国古代思想的发展扮演重要角色。魏晋玄学，宋明理学都揉合了道家思想发展而成。佛教传入中国后，也受到了道家的影響，流行於中國的禅宗在诸多方面受到了老庄思想的影響。
中國哲學大師兼新儒家學者馮友蘭於1948年，在《中國哲學簡史》一書中提出了新道家（當代新道家，又稱現代新道家）這個概念。

## 歷史
一般認為老子應是實質可考的道家始祖，經由莊子、列子、楊朱等人的發展，成為一門經典，法家，名家，縱橫家也受道家的影響。

### 背景
相傳商朝伊尹輔商湯、 周朝呂尚輔武王，主張與民休息，就有一點道家的色彩。

### 創立
在戰國時期子思、孟子學派的人士，提倡五行相關學說，因而成為了五行家之先河，鄒衍提倡的陰陽五行學說與稷下學宮的道家學者合流，認為黃帝為政虛靜，是道家的奠基者，故與老子合稱，成為了漢初所流行的「黄老道家」。

### 發展
“黄老”思想融合了黄帝的神秘主义色彩和老子的哲学智慧，在汉初的治国理念中起到了重要作用。但严格而言，“黄老之学”在政治实践上更为务实，强调无为而治、轻徭薄赋，同时吸收了一定的法家色彩，因此更接近一种政治策略，而非纯粹的道家哲学，而關於三皇五帝的傳說也是在戰國時期才出現的。法家韓非子也吸取了道家的許多想法，主張「上法而不上賢」。

### 興衰
秦末對民眾苛刻，稅賦、伕役甚嚴，西漢時期，漢高祖、呂太后、漢文帝、竇太后等以黃老之術治國，直到董仲舒與今文經學者異化儒家學說，國家獨尊儒術，而道家思想已經開始隱沒，漸漸融入舊儒家思想中，潜移默化地影响着社会文化、隐士思想以及民间信仰。

### 消亡
西汉以后的儒家学说不断吸收道家“天道”“自然”“内圣外王”等观念，尤其是在宋明理学时期，朱熹的“理”与道家的“道”在形而上学层面有一定的交融。據傳在東漢時期，漢明帝夢見金人，佛教因而傳入中華。後來，在魏晉時期，雖然有舊道家的小陽春，但是舊道家同時被佛教影響，因而被虛無化，直到消亡。

### 新道家的出現
近代有新道家出現，其所衍生出來的宗教與新儒家之間偶有理論上的鬥爭，但前者的勢力不像後者的勢力那麼強大。發起這些鬥爭此舉受到一些人所反對。

## 思想和主张
道家主張「順其自然」，認為要用到法律時（法和法律有不同；法好比物理，而法律則是人為），当真正的“道”被人遗忘或抛弃时，社会才会强调仁义，这意味着仁义已成为刻意为之，而非自然而然的行为，因此其不主張要用法去治人；法家則主張要用法律去懲治人，認為人類本性頑劣，要用權威與固定的法條以治天下。道家思想與法家思想多有牴觸，但到了法家的韓非子時，卻利用道家《道德經》的章句，以闡發法家思想。
道家虽然学派上有所区别，但就其主旨来说是相通的：以“道”为本，自然无为。
老子思想的核心是“道”，老子曾在其著作中说：“有物混成，先天地生。寂兮寥兮！独立而不改，周行而不殆，可以为天地母。吾未知其名，字之曰道。”
“大邦以下小邦，則取小邦，小邦以下大邦，則取大邦。”其以大邦為世界，以大邦以下小邦為國家，小邦以下大邦為本土。道家是中國最早的本土獨立思想，與董仲舒的春秋大一統思想大異旨趣。

莊子思想的核心是“逍遙”與“齊物”。主張“天地與我並生，萬物與我為一”的哲學思想。楊朱據說是老子的弟子，但他非常激進，提出“貴己”，“為我”。主張“全性保真，不以物累形”。戰國時期稷下學宮的《管子》諸篇，主張“守則重，不守則輕”與“一年樹穀，十年樹木，百年樹人”自小入大的道家哲學思想。
老子認為“道”是萬物的本源，也是统治宇宙中一切运动的法则。这一观点被后来所有道家所有流派支持，成为道家最基础核心。道家貴生，存生，養生，輕視物質，以心靈的逍遙，萬物的齊一為最高價值。

## 老子的思想

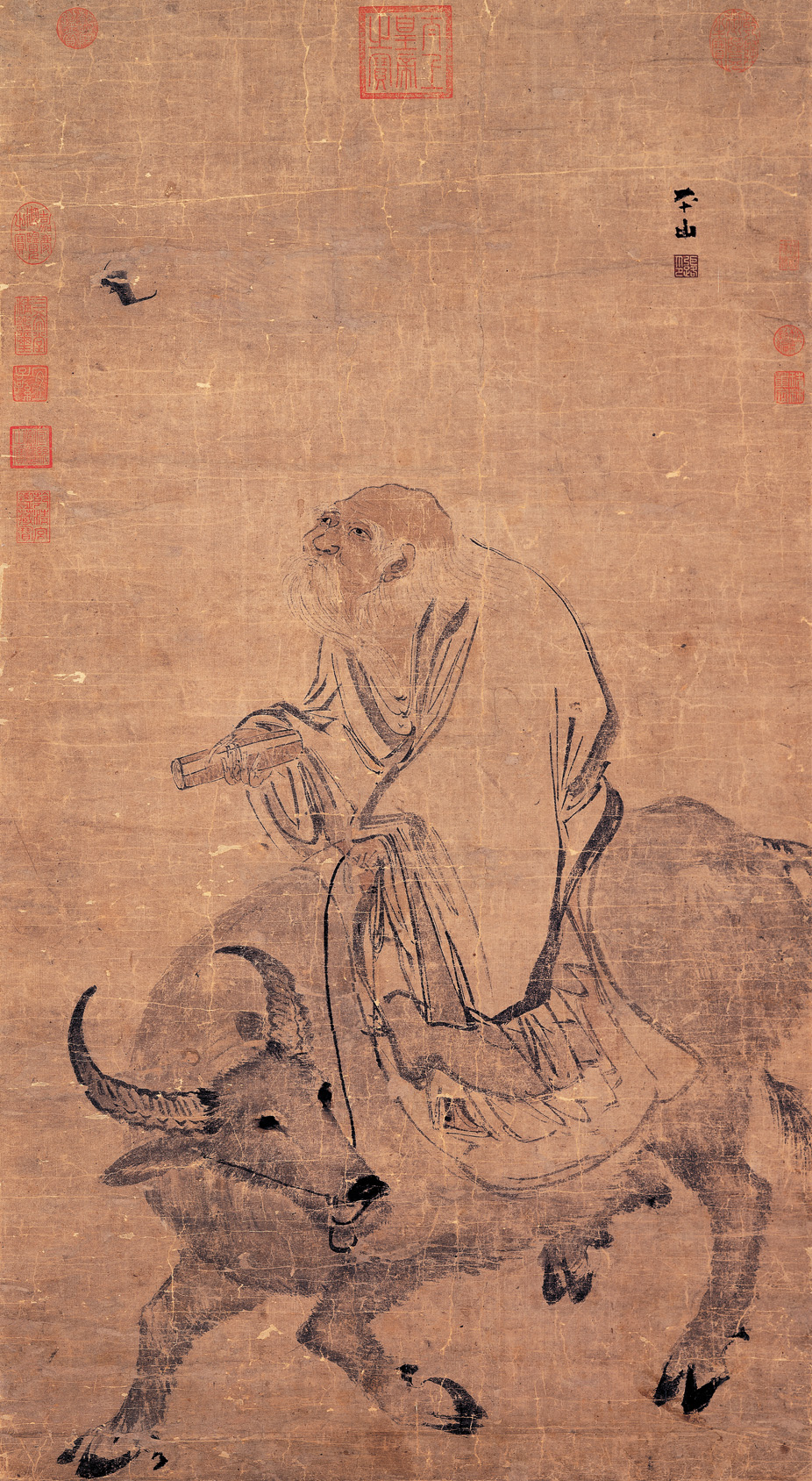
畫老子騎牛

《老子》（又名《道德经》）是译本最多的古籍之一，被西方公认为所有中国文献中最难以解读同时也是存在问题最多的文本之一。老子在总体上倾向治国方面，在人生观上，老子主张“清虚自守，卑弱自持。”政治上提出“无为而治”，以无为而无不为。老子从自然的二元对立观念出发，颠覆了人们对传统价值考量。

### 「道」的不可言说性
老子和庄子都意识到在终极面前语言是无能为力的，老子反复观察与思考的世界是日常观察到符合常识的世界，无论这样的世界是多么真实，其主要特征是非永恒性。而“道”就其不可言说的永恒性来说是无法预先决定，亦無以名之，不同于任何可命名的事物。它是非存在，即相当于无。这是一种与任何可以名之，确定有限的存在或实体都无法对应的实在，然而它显然是真实的，并且是所有有限实在的根源。“先天地生，寂兮寥兮，独立不改，周行而不殆。”（先於天地诞生，沉默而虚空；独自存在着而不发生变化，周而復始沒有盡頭）这里甚至可以感受到老子从哲学层面上对于时间空间的一个回答，同时老子将非存在与存在的世界联系了起来，即非存在是永恒的，而存在是短暂和有限的。老子持有这样的观点，无论非人类的宇宙还是我们所能感受到的自然都以“道”这样自发无为的方式运行。我们所感受到的自然的无为是“道”的显现，自然也以此存在于“道”中。

### 自然无为和自然哲学观
和儒家宣称的“天”相比，“道”这个词的使用意味着老子持有一种无神观，凡指‘天’大多意味着背后存在着一种意向性的，不可逆的力，这与道家思想的无为是相背的。老子认为自然的运行是自发运行，无目的的“道”的显现，一切有限存在诞生于非存在，并复归于非存在，这是道家哲学的巅峰之处。然而老子却以“玄之又玄，眾妙之门”来解释这一主张。这意味着老子坚信自然的无为运行方式但无法考证它，因为对于自然的科学考察是与“无为”相对立的。但这并不意味着道家思想者不通晓同时代的自然观（自然哲学），老子在描述经验性的常识世界时也强烈关注自然的二元对立性质，而庄子更体现了其对自然观的深刻认识。
“无为”，不能理解为无所作为。《淮南子·原道训》：“无为为之而合于道”。道家的“无为”，是清静自守之义，是道家以“道”修身所要达到的“合于道”的理想境界。能达到这种理想境界便无所不能为（无为而无不为）。

### 人类领域
老子对人类领域有着深刻关怀。由于“道”存在于一切有限存在中，人类本身也便是自然的显现。人们拥有生命，可以品味生活，但同时也要随时准备毫无遗憾地离开它，对于“道”所带给我们根本的病痛，死亡都是有限存在的诞生和复归于無。对于生活方式，老子认为对于居住于“道”中同时又是“道”的显现的人来说欲望应是相当简单和有限的，对于人本身的欲望，应该抛弃（不迷其中）。然而现实是“道”在人类领域上发生了分离，老子将之归结于两个因素，一是文明的兴起（「變化」），文明使人在财富、权力、道德完善各个方面上有了新的目标（老子也（被认为）是彻底的原始主义者）；二是人本身在道德层面上的堕落（堕落該作變化）。

### 政治领域
老子的原始主义同样体现于政治领域，然而并不是一种无政府主义，《老子》中有很多对统治者的建议和告诫，主张统治者要使人民不宜亂欲，使人民不去沉迷追求“仁义”而本身同时采取无为而治的方针。领悟并体现了“道”的人才能真正文明，使人民恢复“道”的状态中。老子曾将政治分为四个等级。第一等，“下知有之”，不妄为而治，老百姓只知道他的存在，各顺其性，各安其生；第二等，“亲而誉之”，谋福施恩于民，以仁义治理人民，人民都称赞执政者；第三等，“畏之”，用政教治理人民，用刑法威嚇人民，百姓们都很害怕；第四等，“侮之”，用权术伪诈愚弄，欺骗人民，百姓都要起来推翻它。

## 庄子的思想
庄子通常當是老子思想的继承与发展者，但事實並非如此，其差異在於老子主張德源自於道，而庄子主張德出自於人，他的著作表现出他的思想涵盖了当时各种思潮。后人常将他与老子并称老庄，是道家最重要的代表人物之一。庄子具有非常显著的悲观主义，其思想主要关注在生命上，以修身为主旨，“内圣”的观念被庄子发挥到了极点。庄子的人身哲学被后世用来倡导艺术精神的培养，打破小我与天地自然合一的超越精神，以审美的意态体悟世界，对中国的诗歌、绘画等许多艺术领域有着重要的影响。《庄子》在文学上也取得了相当成就，代表作《逍遥游》是先秦散文的巅峰作品之一。

### 「道」
庄子虽然也承认“道”是万物本源，但和老子的“道”存在一定差异。老子主张“道”为非存在，并以自然显现出来，庄子的观点则不同。庄子在支持“道”是无（非存在）同时，比老子更加关注“道”中关于“存在”的内涵。《庄子》中的“道”表现出了不可穷尽的多样性和创造性。庄子并不仅把“道”的存在归结于具有一定局限性的自然，他试图比老子更确切的描述不可描述的“道”。他不仅把着眼点停留于自然循环变化的规则，还将目光投向不可预测的，不能预期的变化。这种对于自然具有创造性的欣赏对后代也产生了相当影响。

### 实在观
在《庄子》中记述了许多庄子好友惠施所提出的问题。先秦时期，以惠施、公孙龙为代表的名家引发了中国古代语言危机的高峰。他们提出的诸多悖论引起了关于存在的广泛关注，影响了当时与后人思考世界的方式。庄子也受到了名家思想的影响，他肯定事物的有限实在性，“夫言非吹也，言者有言。”（说话并不等于吹气，毕竟说出了某些东西。）即假如语言没有被日常虚假意识或者成见之类所影响，语言也许可以与事物本体表现一致。“民湿寝则腰疾偏死，鰌然乎哉？”（人睡在潮湿的地方，腰背就会疼痛，甚至最後半身不遂，泥鳅也会这样吗？）庄子认为语言可以说出东西，但无论从道德层面还是知性层面都不能以对或错的方式来谈论他们。只有在非存在的条件下，所有存在和关系才能找到本源。对于日常经验性的世界，是一种有条件的实在，从根本上讲是空的（这和佛教的哲学观有一定的相似之处）。和老子对于伦理上的偏好不同，庄子主张以一种审美的、艺术的角度而非科学的态度来观察世界，所以他对于自然世界的有限存在表现出了绝对意义上的价值中立。

### 人类领域
庄子同样试图回答关于“道”在人类领域中发生分离的问题。和老子所具有的原始主义，试图使人们从高等文明的扭曲环境中解脱出来不同，庄子的哲学思想中，人类意识的病态是与生具来的，不存在任何原始主义的解决方案。庄子敏锐地意识到，老子的圣贤观点中，圣贤有意识的设计了方案，使人们远离文明的状态，这里存在矛盾。
庄子的人生哲学强调“齐物”和“逍遥”。
庄子认为人类意识的病态使人们将注意力聚集于变幻无穷的周边世界中，人们的喜好厌恶，对错的是非观通过各种形式变得固定起来，即便人正在与周边世界的有限存在一样步向死亡中也仍然执迷不悟。这就是“齐物”思想的起源，即对所有有限存在的绝对公平认识，超越事物间的差别，避免用是非、大小、好坏等主观倾向看外物，打破人以自我为中心的精神限制，达到万物齐一的境界，这是庄子哲学的颠峰之处。庄子深刻的认识到人与其他自然万物不同，只需要互相贬斥对方是“错误的”，就能对同一件事有完全不同的意见（当时儒家与墨家间的冲突便是最好的证据，庄子对此表示了相当的失望），然而同存于“道”中，又有什么能是“正确”或“错误”的呢？
如果能做到“齐物”，那么他便能达到“逍遥”的境界。这是庄子哲学中另一个重要概念，这是个体精神解放的最高层次，即无矛盾地生存于世界之中。庄子的解放，是主观形态的解放，他并不否认矛盾，只是强调主观上对矛盾的摆脱。庄子用“无为”来解释这一术语，与老子不同，这里“无为”不是一种政治原则，是指心灵不被外物所拖累的自由自在，无拘无束的状态。这种状态，也被称为“无待”，意为没有相对的东西。这时，人们抛弃了私心，功名利禄，彻底置身于宇宙之中。“乘天地之正，而御六气之辩，以游无穷。”这句被普遍认为《逍遥游》一篇主旨，同时也是《庄子》一书的主旨。这是一种心与“道”合一的境界。

### 所受挑战
庄子的哲学思想受到了既是好友又是对手的惠施的挑战。两人虽然同样否定了人们常识主义立场的实在观，但在人类领域上，两人出现了分歧。当庄子提出“齐物”与“逍遥”时，惠施指出在本质上仍然是有限存在的人类，怎么能出现这样的人——能够超越其本身的有限性约束，达到与“道”合一的境界？

## 黄老学派
黄老学派，乃战国时代主流道家学派。“黄”意指黄帝，“老”意指老子，黄老学派的思想家们以黄帝和老子的传说事迹作为依托，主张以“道”治国。申不害、慎到为此学派的代表人物。该学派与其他道家的思想有着显著区别，它的重要特征是与法家思想有着紧密的联系，有些学者视其为道家和法家的结合。黄老学派在西方被称为“目的性的道家”（purposive Taoism）或“工具性的道家”（instrumental Taoism）。

### 「道」
司马谈曾这么总结黄老学派：“以虚无为本，以因循为用。”由于黄老学派将“道”作为一种工具，那么这种和“无为”具有相抵触的概念的“道”必然和老子、庄子之“道”存在其不同之处。

### 政治主张
黄老学派不同意其他道家所主张的无政府主义观点，政治秩序被同样认为是“自然”的。慎到认为：“贤未足以服众，而势足以屈人。”（贤人不一定能说服所有的人，但权势却能使所有的人屈服。）国家权力本身就是“道”的具体表现，君主可以用带有权威性的法律和制度来操控群众的行动，让他们对国家的发展做出贡献。黄老学派还主张“君无为而臣有为”。君王只有依赖其下属的目的性活动（有为）才能维持其本人的无为。以制度为基础，将责任委托给他人，而君王自身只是遵循“道”的精神而监督制度的执行。

## 新道家
中國哲學大師，新儒家學者馮友蘭於1948年時，於《中國哲學簡史》當中提出了新道家（當代新道家，又稱現代新道家）的概念。

## 影响

### 自由主义
道家崇尚自由，这与现代自由主义的核心观点不谋而合。

### 哲学
与儒家强烈关注伦理学中道德实践问题不同，老庄思想覆盖了哲学的各方面，且从本质上说两者是互补的。
老庄思想在宇宙观、本体论上提出了“道”这一无法被言说而只能被体悟的终极概念，也奠定了道家思想的主基调，即我们所能体验的只是有限存在，而作为非存在而存在的“道”只能被体悟而无法感知。
在知识论上老庄都主张以辩证思想考察世界，庄子提出以一种超越知识的态度来认识知识。
伦理学上庄子人生哲学的齐物论和逍遥观对后代产生了深刻影响，至今在中西方都有人以庄子人生哲学处世。老子则对儒家的道德观进行了批判，主张一种原始朴素主义。

### 政治
道家（特别是黄老学派）在战国时期推行改革的诸国（韩国、楚国等），和武帝推行儒学思想之前的西汉政权中占据了政坛的主要地位。漢高祖、汉惠帝、呂太后、竇太后、汉文帝、汉景帝等君主，以及蕭何、曹參、陈平、田叔等政治家都推崇道家思想。最有代表性的是曹参，在齐国时，他以“清静无为而民自定”的政治方针治国，百姓安宁，齐国大治。萧何去世后，曹參继任相国，政策无一创新，皆以萧何所订律法为准，却在民间被赞为：“载其清静，民以宁一”。历史家评其：“萧规曹随，守而勿失”。
道家思想的政治高峰出现在汉文帝、汉景帝两朝时期，史称文景之治。将汉朝从“自天子不能具均驷，将相或乘牛车。”发展到“京师之钱累百巨万，贯朽而不可校。太仓之粟陈陈相因，充溢露积于外，腐败不可食。众庶街巷有马，阡陌之间成群。”维持这一政策方针的关键人物是窦太后，由于她坚持这条路线，一直到她去世以后，漢武帝才改變國家方針。

### 艺术
老子强调“道法自然”（《道德经》第二十五章），认为万物的发展和存在都应遵循自然规律，而非刻意人为。这个思想对艺术的影响极为深远，中国艺术（如山水画、书法、诗歌等）往往强调“天人合一”，追求与自然和谐共存的美学观念。庄子在《养生主》中通过“庖丁解牛”的故事，生动地阐述了“技”与“道”的关系。庖丁在解牛时，已经超越了单纯的技艺，达到了“依道而行、游刃有余”的境界，这种“忘我”与“天人合一”的状态，被认为是艺术的至高追求。
在艺术创作中，最好的状态往往是顺其自然，摒弃过度雕琢，使作品流露出浑然天成的气质。老子、庄子对于后代艺术的影响在于他们的思想所展示的人生境界是一种艺术化的人生（尤其以庄子的人生哲学为甚）。道家思想主要通过魏晋玄学对中国艺术产生了实质性影响。

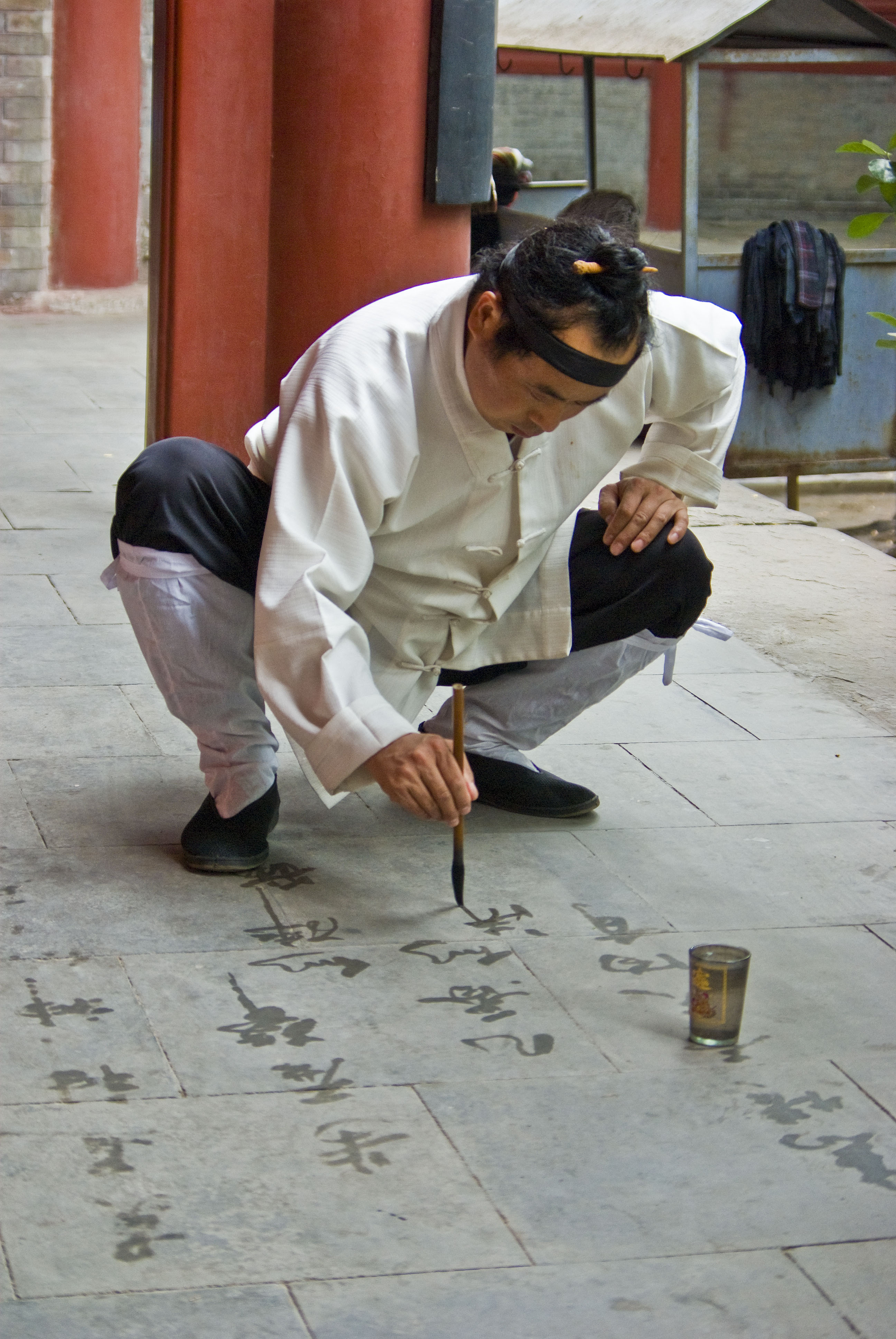
一個道士在用水書寫道德經

#### 绘画
在人物绘画上，改变了以描写人物道德的主题，而是以个人风采个性代之，顾恺之主张的“传神写照”的画风兴起。
在山水绘画上，以“自然”作为最重要的审美品格，在用色上，水墨之风压倒了以青绿山水成为主流。古代山水画家几乎都未脱离道家思想的影响，山水绘画兴起的本身也受到道家思想的影响。
在绘画技艺上，注重用墨的虚实相间，精神自由。将“以技进乎道”作为画家毕生最高境界。

#### 音乐
老子的“淡兮无其味”、“大音希声”形成了中国古琴的重要审美品格。老子的“淡”与儒家的“和”相结合，形成了“淡和”的观点。清朝汪绂在《立雪斋琴谱》中以儒释道，将“淡”定义为“节有度，守有序，无促韵，无繁声，无足以悦耳。”这在一定程度上起了消极的影响。“大音希声”以有声之乐为参照，肯定了无声之乐的永恒之美，强调了弦外之音的重要性，成为了历代琴人所追求的至境。
明朝李贽以庄子的“法天贵真”出发，对典型儒家美学思想的“琴者，禁也”命题进行了尖锐的批判，提出“琴者，心也，琴者，吟也所以吟其心也”。“琴者，心也”的本质是将音乐定义为一种自由表达思想感情的艺术，根本价值是对情感的表达，而不是封建统治的工具。这种以自然为美、追求古琴自由表达人之各种感情的观点对古琴音乐的发展具有十分重要的意义。

#### 戏剧
中国戏剧美学也受到了庄子的人生哲学影响，以“尚真”作为中国戏剧灵魂。中国戏剧本质上表现一种人格境界、真我境界，常带有一种平民气息。
在创作手法上，以庄子的寓言手法为基础，取材于生活又提炼于生活。
在创作性和演出上以不自觉性作为最高境界。汤显祖以庄子的“一汝神，端而虚”作为对演员的演出要求。

## 道家与道教之間的区别
有説法聲稱，道家思想是哲学学派，道教是宗教信仰。道家思想成形于先秦时期，直到东汉末“黄老”一词才与神仙崇拜这样的概念结合起来。部分学者认为，就本身来说，这种神仙崇拜和道家思想少有相关联成份，老子、庄子都是以相当平静的心态来对待死亡的，引起两者相关联的原因可能是在道家的文字描述了对于领悟了“道”并体现“道”的人物意象，道教尊老子为祖師，又追求耳目不衰、长生不死，这和老子的哲学思想是有相悖之处的，将两者完全混为一谈是认识上的误区。东汉时期以道家思想为本的王充著有无神论作品《论衡》，对汉末流行的神仙崇拜进行了全面批判，在中国思想史上获得了很高地位。
在西方，道家与道教统称为Taoism，以Religious Taoism（道教）和Philosophical Taoism（道家）将他们区分开来。西方学者普遍认为道家是纯哲学的，道教是思想宗教化的产物。著名漢學家亨利·柯蒂埃教授在一篇被收錄於《天主教百科全書》的文章中聲稱 「老子純粹的抽象的教義」被轉變為「煉金術研究、巫術實踐和佛教迷信的混合體」，後者構成了所謂的'Tao-kiao'（道教），這是張道陵的所作所為。
由宗教哲學家唐纳德·毕肖普教授所主编的《中国思想导论》一书表示：「道教的思想体系中包含了道家的哲学思想所缺少的在现实生活中对于人来说却是至关重要的因素，例如，道家诉诸心灵或理性，而道教却诉诸于人的情感、情绪或情趣。道教充分普遍而又巧妙地利用人的敬惧、神秘和惊异等感觉，而道家却对此熟视无睹。」

## 道家與吠陀教之間的關係

### 聲稱道家思想深受吠陀教教義所影響的説法
L•S•瓦西里夫（L. S. Vasil’ev）在一篇為賓夕法尼亞大學撰寫的論文中聲稱道家思想與吠陀教教義之間有不少相似之處，作者表示他認爲 早期的道家吸收了吠陀教關於梵、阿特曼及普魯蘇的觀念並將其分別轉變為道、德及炁這三個概念，並且以道這個概念取代了儒家思想中天這個概念的地位，關於混元老祖盤古的神話故事亦源自流傳於吠陀教教內的關於原人的故事，作者所舉出的其中一個理據是《道德經》提及了「象帝」這個人物，考慮到大多數商族人所崇拜的皇天上帝在當時早已被遺忘，而取代其地位的皇皇帝天並不受到儒家和道家的重視，因此象帝這個概念可能源自吠陀教神話，此外，作者聲稱奉行綜攝主義的道教信奉者在他們所舉行的崇拜儀式中使用梵一詞來指稱道。
維克多·H·梅爾（Victor H. Mair）表示他認爲道家在其早期歷史上與吠陀教有着積極的“文化關係”，而《道德經》是針對印度的哲學思想 被撰寫出來的，作者表示他認爲梵與道是相同的。